# 河内清
河内 清（かわち きよし、1907年4月20日 - 1991年2月11日）は、日本のフランス文学者、翻訳家。静岡大学名誉教授。

## 略歴
愛知県知多郡内海町（現・南知多町）出身。第一高等学校を経て、1930年東京帝国大学仏文科卒業。徳川義忠（尾張徳川家・分家）の家庭教師を務め、31年草村北星の龍吟社に入る。32年藤山工業図書館勤務、38年財団法人東亜研究所（近衛文麿総裁）に入り調査員となる。戦後の47年広島文理科大学および広島高等師範学校講師、48年静岡高等学校教授、49年静岡大学文理学部教授、54年図書館長、62年文理学部長、65年改組により初代人文学部長、67年東京教育大学教授、71年定年退官、静大名誉教授、72年白百合女子大学教授、78年定年退職。（『西吹く風　河内清遺稿集』付載年譜）
エミール・ゾラを主とするフランス自然主義を研究し、日本の自然主義との比較をおこなった。

## 著書
- 『エミール・ゾラ』（世界評論社） 1949
- 『ゾラとフランス・レアリスム 自然主義形成の一考察』（東京大学出版会） 1975
- 『ゾラと日本自然主義文学』（梓出版社） 1990.9
- 『西吹く風 遺稿集』（河内清先生の会） 1991.9

### 共編著
- 『自然主義文学 各国における展開』（勁草書房） 1962

## 翻訳
- 『シェイクスピアからミルトンまで』（イポリト・テーヌ、平岡昇共訳、大山書店） 1937
- 『孤愁 マリ・ボニファの生涯』（ジャック・ド・ラクルテル、平岡昇共訳、実業之日本社） 1940、のち改題『孤独な女』（講談社） 1956
- 『父親と子供たちと対話』（八雲書店、ディドロ著作集4） 1948
- 『谷間の百合』（バルザック、角川文庫） 1952

### エミール・ゾラ
- 『実験小説論』（エミイル・ゾラ、有永弘人共訳、白水社） 1939
- 『居酒屋』（エミール・ゾラ、田辺貞之助共訳、三笠書房） 1952、のち岩波文庫（上・下） 1955
- 『大地』全3巻（エミール・ゾラ、田辺貞之助共訳、岩波文庫） 1953
- 『ナナ』上・下（エミール・ゾラ、田辺貞之助共訳、岩波文庫） 1955
- 『生きるよろこび』（ゾラ、筑摩書房、世界文学大系） 1959、のち筑摩世界文学大系 1974
- 『ジェルミナール』（ゾラ、中央公論社、世界の文学） 1964、のち中公文庫（上・下） 1994
- 『獣人』（ゾラ、倉智恒夫共訳、筑摩書房、世界文学全集） 1967